# 박경삼 (축구 선수)
박경삼(한국 한자: 朴瓊三, 1978년 6월 6일 ~ )은 대한민국의 전 축구 선수이며, 포지션은 수비수였다.